# Municipio de Lodgepole
El municipio de Lodgepole (en inglés: Lodgepole Township) es un municipio ubicado en el condado de Perkins en el estado estadounidense de Dakota del Sur. En el año 2010 tenía una población de 34 habitantes y una densidad poblacional de 0,36 personas por km².

## Geografía
El municipio de Lodgepole se encuentra ubicado en las coordenadas 45°45′54″N 102°36′54″O / 45.76500, -102.61500. Según la Oficina del Censo de los Estados Unidos, el municipio tiene una superficie total de 93.36 km², de la cual 93,25 km² corresponden a tierra firme y (0,11 %) 0,11 km² es agua.

## Demografía
Según el censo de 2010, había 34 personas residiendo en el municipio de Lodgepole. La densidad de población era de 0,36 hab./km². De los 34 habitantes, el municipio de Lodgepole estaba compuesto por el 97,06 % blancos, el 2,94 % eran amerindios. Del total de la población el 2,94 % eran hispanos o latinos de cualquier raza.